# Бокельнхаген
Бокельнхаген (нем. Bockelnhagen) — коммуна в Германии, в земле Тюрингия. 
Входит в состав района Айхсфельд. Подчиняется управлению Айксфельд-Зюдхарц.  Население составляет 466 человек (на 31 декабря 2006 года). Занимает площадь 18,65 км². Официальный код  —  16 0 61 011.